# Львов, Александр Львович
Александр Львович Львов (Либкинд) (род. 17 августа 1944 года) — советский футболист, вратарь, впоследствии советский и российский спортивный журналист.
Воспитанник ДЮСШ «Спартак» Москва. За первую команду не играл, в 1962 году в составе дубля стал чемпионом СССР среди юношей, в 1963 году был дублёром Владимира Маслаченко. Выступал за команды второй лиги «Динамо» Махачкала (1966), «Шахтёр» Кадиевка (1966), «Селенга» Улан-Удэ (1967), «Спартак» Орёл (1967), «Знамя» Ногинск (1968), «Шахтёр» Шахты (1969), «Локомотив» Калуга (1970), «Горынь» Ровно (1971).
Окончил Институт физкультуры. Работал инструктором физкультуры, преподавателем. С 1976 года стал работать старшим корреспондентом в газете «Спортивная Москва». Во время работы в газете «Московский комсомолец» взял псевдоним Львов.
Занимал должность пресс-атташе московского «Спартака» (1 октября 1996—2002), сборной России (1999—2002), московского «Динамо» (2003—2005). Часто это было в те же времена, когда в этих командах работал Олег Романцев.
С 1 октября 1996 года, с перерывами — обозреватель издания «Спорт-Экспресс».
Автор книг «Команда начинается с вратаря» (1986) и «Мы все одна команда» (1993) (обе — совместно с Ринатом Дасаевым) и «От „Спартака“ до сборной» (2017).
Обладатель премии «Стрелец» как лучший пресс-атташе (2003), премий РФПЛ в номинациях «За вклад в развитие и популяризацию футбола» (2013) и «За большой вклад в развитие футбола» (2017), премии РФС «Премьер» в номинации «Вся жизнь в футболе» (2015).